# Commonwealth Games 2014/Squash
Bei den Commonwealth Games 2014 im schottischen Glasgow fanden vom 24. Juli bis 3. August 2014 im Squash fünf Wettbewerbe statt.
Austragungsort war der Scotstoun Sports Campus.

## Wettbewerbe
Zu den Wettbewerben zählten die jeweiligen Einzel- und Doppelkonkurrenzen der Damen und Herren, sowie das Mixed, also ein Wettbewerb mit gemischtem Doppel. Die Wettbewerbe im Einzel fanden vom 24. bis 28. Juli statt, die übrigen drei Konkurrenzen vom 29. Juli bis 3. August. Die endgültigen Auslosungen wurden von der World Squash Federation am 17. Juli veröffentlicht, die gesetzten Spieler und Doppelpaare wurden bereits am 1. Juli bekannt gegeben. Am 17. Juli wurden die Auslosungen der Felder veröffentlicht.

## Herreneinzel

### Setzliste
| Nr. | Spieler         | Erreichte Runde |
| --- | --------------- | --------------- |
| 01. | Nick Matthew    | Gold            |
| 02. | James Willstrop | Silber          |
| 03. | Peter Barker    | Bronze          |
| 04. | Saurav Ghosal   | Halbfinale      |
| 05. | Cameron Pilley  | Viertelfinale   |
| 06. | Alister Walker  | Achtelfinale    |
| 07. | Chris Simpson   | Viertelfinale   |
| 08. | Ong Beng Hee    | 1. Runde        |

| Nr. | Spieler              | Erreichte Runde |
| --- | -------------------- | --------------- |
| 09. | Alan Clyne           | Achtelfinale    |
| 10. | Mohd Nafiizwan Adnan | Achtelfinale    |
| 11. | Ryan Cuskelly        | Achtelfinale    |
| 12. | Campbell Grayson     | Viertelfinale   |
| 13. | Martin Knight        | Achtelfinale    |
| 14. | Steven Finitsis      | Achtelfinale    |
| 15. | Ivan Yuen            | Viertelfinale   |
| 16. | Greg Lobban          | Achtelfinale    |

### Sieger
| Platz | Land    | Sportler        |
| ----- | ------- | --------------- |
| 1     | England | Nick Matthew    |
| 2     | England | James Willstrop |
| 3     | England | Peter Barker    |

## Dameneinzel

### Setzliste
| Nr. | Spieler         | Erreichte Runde |
| --- | --------------- | --------------- |
| 01. | Nicol David     | Gold            |
| 02. | Laura Massaro   | Silber          |
| 03. | Joelle King     | Bronze          |
| 04. | Alison Waters   | Halbfinale      |
| 05. | Low Wee Wern    | Viertelfinale   |
| 06. | Dipika Pallikal | Viertelfinale   |
| 07. | Madeline Perry  | Viertelfinale   |
| 08. | Jenny Duncalf   | Viertelfinale   |

| Nr. | Spieler             | Erreichte Runde |
| --- | ------------------- | --------------- |
| 09. | Rachael Grinham     | Achtelfinale    |
| 10. | Kasey Brown         | Achtelfinale    |
| 11. | Nicolette Fernandes | Achtelfinale    |
| 12. | Joshna Chinappa     | Achtelfinale    |
| 13. | Tesni Evans         | Achtelfinale    |
| 14. | Samantha Cornett    | Achtelfinale    |
| 15. | Delia Arnold        | Achtelfinale    |
| 16. | Megan Craig         | Achtelfinale    |

### Sieger
| Platz | Land       | Sportlerin    |
| ----- | ---------- | ------------- |
| 1     | Malaysia   | Nicol David   |
| 2     | England    | Laura Massaro |
| 3     | Neuseeland | Joelle King   |

## Herrendoppel

### Setzliste
| Nr. | Paarung                           | Erreichte Runde |
| --- | --------------------------------- | --------------- |
| 01. | Adrian Grant Nick Matthew         | Silber          |
| 02. | David Palmer Cameron Pilley       | Gold            |
| 03. | Daryl Selby James Willstrop       | Bronze          |
| 04. | Alan Clyne Harry Leitch           | Halbfinale      |
| 05. | Campbell Grayson Martin Knight    | Achtelfinale    |
| 06. | Ryan Cuskelly Matthew Karwalski   | Viertelfinale   |
| 07. | Saurav Ghosal Harinder Pal Sandhu | Achtelfinale    |
| 08. | Stuart Crawford Greg Lobban       | Viertelfinale   |

| Nr. | Paarung                           | Erreichte Runde |
| --- | --------------------------------- | --------------- |
| 09. | Valentino Bon Jovi Bong Ivan Yuen | Achtelfinale    |
| 10. | Peter Creed David Evans           | Viertelfinale   |
| 11. | Lance Beddoes Paul Coll           | Viertelfinale   |
| 12. | Micah Franklin Nicholas Kyme      | Achtelfinale    |
| 13. | Scott Fitzgerald David Haley      | Achtelfinale    |
| 14. | Mwinga Lengwe Kelvin Ndhlovu      | Achtelfinale    |
| 15. | Christopher Binnie Bruce Burrowes | Achtelfinale    |
| 16. | Alexander Arjoon Sunil Seth       | Gruppenphase    |

### Sieger
| Platz | Land       | Sportler                    |
| ----- | ---------- | --------------------------- |
| 1     | Australien | Cameron Pilley David Palmer |
| 2     | England    | Adrian Grant Nick Matthew   |
| 3     | England    | Daryl Selby James Willstrop |

## Damendoppel

### Setzliste
| Nr. | Paarung                     | Erreichte Runde |
| --- | --------------------------- | --------------- |
| 01. | Jenny Duncalf Laura Massaro | Silber          |
| 02. | Kasey Brown Rachael Grinham | Halbfinale      |
| 03. | Emma Beddoes Alison Waters  | Bronze          |
| 04. | Nicol David Low Wee Wern    | Viertelfinale   |

| Nr. | Paarung                           | Erreichte Runde |
| --- | --------------------------------- | --------------- |
| 05. | Dipika Pallikal Joshna Chinappa   | Gold            |
| 06. | Joelle King Amanda Landers-Murphy | Viertelfinale   |
| 07. | Lisa Camilleri Donna Urquhart     | Viertelfinale   |
| 08. | Tesni Evans Deon Saffery          | Viertelfinale   |

### Sieger
| Platz | Land    | Sportlerin                       |
| ----- | ------- | -------------------------------- |
| 1     | Indien  | Dipika Pallikal Joshana Chinappa |
| 2     | England | Jenny Duncalf Laura Massaro      |
| 3     | England | Emma Beddoes Alison Waters       |

## Mixed

### Setzliste
| Nr. | Paarung                           | Erreichte Runde |
| --- | --------------------------------- | --------------- |
| 01. | Kasey Brown Cameron Pilley        | Bronze          |
| 02. | Joelle King Martin Knight         | Halbfinale      |
| 03. | Rachael Grinham David Palmer      | Gold            |
| 04. | Alison Waters Peter Barker        | Silber          |
| 05. | Dipika Pallikal Saurav Ghosal     | Viertelfinale   |
| 06. | Sarah Kippax Daryl Selby          | Viertelfinale   |
| 07. | Amanda Landers-Murphy Paul Coll   | Viertelfinale   |
| 08. | Delia Arnold Mohd Nafiizwan Adnan | Achtelfinale    |

| Nr. | Paarung                               | Erreichte Runde |
| --- | ------------------------------------- | --------------- |
| 09. | Frania Gillen-Buchert Alan Clyne      | Achtelfinale    |
| 10. | Joshana Chinappa Harinder Pal Sandhu  | Viertelfinale   |
| 11. | Deon Saffery David Evans              | Achtelfinale    |
| 12. | Samantha Cornett Shawn Delierre       | Achtelfinale    |
| 13. | Tesni Evans Peter Creed               | Achtelfinale    |
| 14. | Madeline Perry Michael Craig          | Achtelfinale    |
| 15. | Alex Clark Kevin Moran                | Achtelfinale    |
| 16. | Rachel Arnold Valentino Bon Jovi Bong | Achtelfinale    |

### Sieger
| Platz | Land       | Sportler                     |
| ----- | ---------- | ---------------------------- |
| 1     | Australien | Rachael Grinham David Palmer |
| 2     | England    | Alison Waters Peter Barker   |
| 3     | Australien | Kasey Brown Cameron Pilley   |

## Medaillenspiegel
| Platz | Land       | Gold | Silber | Bronze | Gesamt |
| ----- | ---------- | ---- | ------ | ------ | ------ |
| 1     | Australien | 2    | −      | 1      | 3      |
| 2     | England    | 1    | 5      | 3      | 9      |
| 3     | Indien     | 1    | −      | −      | 1      |
| 3     | Malaysia   | 1    | −      | −      | 1      |
| 5     | Neuseeland | −    | −      | 1      | 1      |